# Octomeria tapiricataractae
Octomeria tapiricataractae är en orkidéart som beskrevs av Gustavo Adolfo Romero och Carlyle August Luer. Octomeria tapiricataractae ingår i släktet Octomeria och familjen orkidéer. Inga underarter finns listade i Catalogue of Life.